# 広島県産業奨励館
広島県産業奨励館（ひろしまけんさんぎょうしょうれいかん）は、かつて広島県広島市に存在した県立のコンベンション・センター。
1915年（大正4年）に「広島県物産陳列館」として開場、1921年（大正10年）に「広島県商品陳列所」に改称、1933年（昭和8年）に産業奨励館に改称した。1945年（昭和20年）8月6日の広島市への原子爆弾投下によって壊滅、現状保存され「原爆ドーム」となった。後続の県コンベンション・センターとして1970年（昭和45年）「広島県立広島産業会館」が開館している。

## 経緯
広島市は近代に入り政治・経済・文化・軍事の中心都市に成長すると共に急速に人口増加した。ただ明治初期頃、人口増に対して雇用を生み出す産業は少なかった。行政は雇用創出の必要性から、産業振興が重要課題となった。そして新たに生まれた物産を紹介・陳列・販売する施設が必要とされた。
この施設の前身は、1878年（明治11年）11月下中町に民間主導の物産陳列館として建てられ、内外の物産を陳列して紹介したのが始まりである。1879年（明治12年）4月集散場に改称、1880年（明治13年）3月廃止された。
1894年（明治27年）日清戦争が始まると広島大本営が置かれ第7回帝国議会が開かれるなど広島は臨時的な首都となった。戦中は軍需景気に湧き新たな産業が生まれ、終戦後その産業の芽を潰さない取り組みがなされた。そうした中で広島県主導での物産陳列館建設の要望が上がり、1903年（明治36年）県予算による建設意見書が広島県議会にて議決された。
一方民間主導では、1909年（明治42年）7月大手町一丁目の東横町勧商場内に資本金5万円で（株）広島商品陳列場を開設したものの、経営不振により1913年（大正2年）末に解散した。薄田太郎は自著『続がんす横丁』の中で「物産陳列館が明治四十二年からこの一角で六年間の準備をすすめていた」と記している。
宗像政県政時代の1911年（明治44年）に起工式が行われ、猿楽町の建設地の河岸側約2,310m2を埋立造成した。中村純九郎県政時代の1912年（明治45年/大正元年）総工費19万円とする広島県物産陳列館建設の予算を決定した。ただこの工費は当時としては破格であり広島市以外の県議会議員から異論が唱えられたものの、山間地域の農業振興策など見返りを示したことで収まり、そのまま進められた。1914年（大正3年）1月工事開始、同年2月寺田祐之が県知事に転入すると県物産陳列館建設を強く推進し、1915年（大正4年）4月5日完成、同年8月5日「広島県物産陳列館」として開場した。
1920年（大正9年）全国の陳列所・物産館を管理・保護する「道府県市立商品陳列所規定（省令4号）」が公布される。これが全国で商品陳列所に改名される契機となり、1921年（大正10年）「広島県商品陳列所」に改称した。

## 建築

### 設計

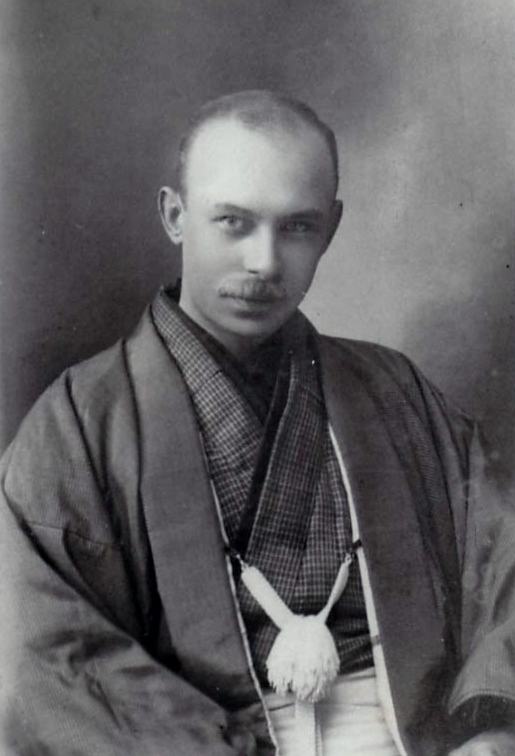
ヤン・レツル

設計者はヤン・レッツェル（原爆ドーム関連では「レツル」で定着している）。設計助手は市石英三郎が務めた。レツルの起用経緯は一般に、当時の広島県知事寺田祐之はかつて宮城県知事時代に松島パークホテル建設を推進しその設計を気に入ったため、その設計者レツルを広島でも起用することにした、とされており、レツル自ら作成した完成予想図が現存している。
市石の記録によると、レツルは1913年6月東京の事務所で設計にかかり、同年10月に県へ仕様書などを送付、同年12月広島の現場入りした。起工式は1911年に行われており、当初のレツルが関わることになるまでの基本計画がどのようなものかはわかっていない。時系列上、レツルは造成された敷地を見て初めて設計に取り掛かったと考えられており、敷地形状と建物の配置に関してどこまでがレツルの裁量によって設計が行われたのかについては不明確となっている。
レツルの作品は主に東京にあって、ヨーロッパ仕込みの様式がほとんどだったが、和風建築の装飾を洋風建築の中に取り入れた和洋折衷も得意としていた。物産陳列館設計前にあたる1911年に似たドーム構造を持つ「大日本私立衛生会会館」を竣工させている。広島では物産陳列館設計と同時期に「宮島ホテル」も設計している。ただレツル作品は大型災害には弱く、地震や台風で耐えられないものが多かった。
戦後、レツルの存在は忘れ去られていた。1960年代原爆ドーム保存運動が本格化すると、当初は第1次大戦時に捕虜となったドイツ人技師が設計し広島工業学校の協力で建てられた、と流布されていた（下記主なイベント参照）。1960年代末に市石の証言や原爆ドーム保存工事に携わった佐藤重夫の言及、そして詩人藤田文子の独自調査によって、レツルの設計だと明らかになった。

### 立地
| 地図 | Clip 『正保城絵図 安芸国広島城所絵図』 | Clip 1880年『府県新設区ノ図広島』。この時点で相生橋はあったが、拡幅（相生通り）未整備だった。 | Clip 1930年頃（建設後、商品陳列所時代）。 |

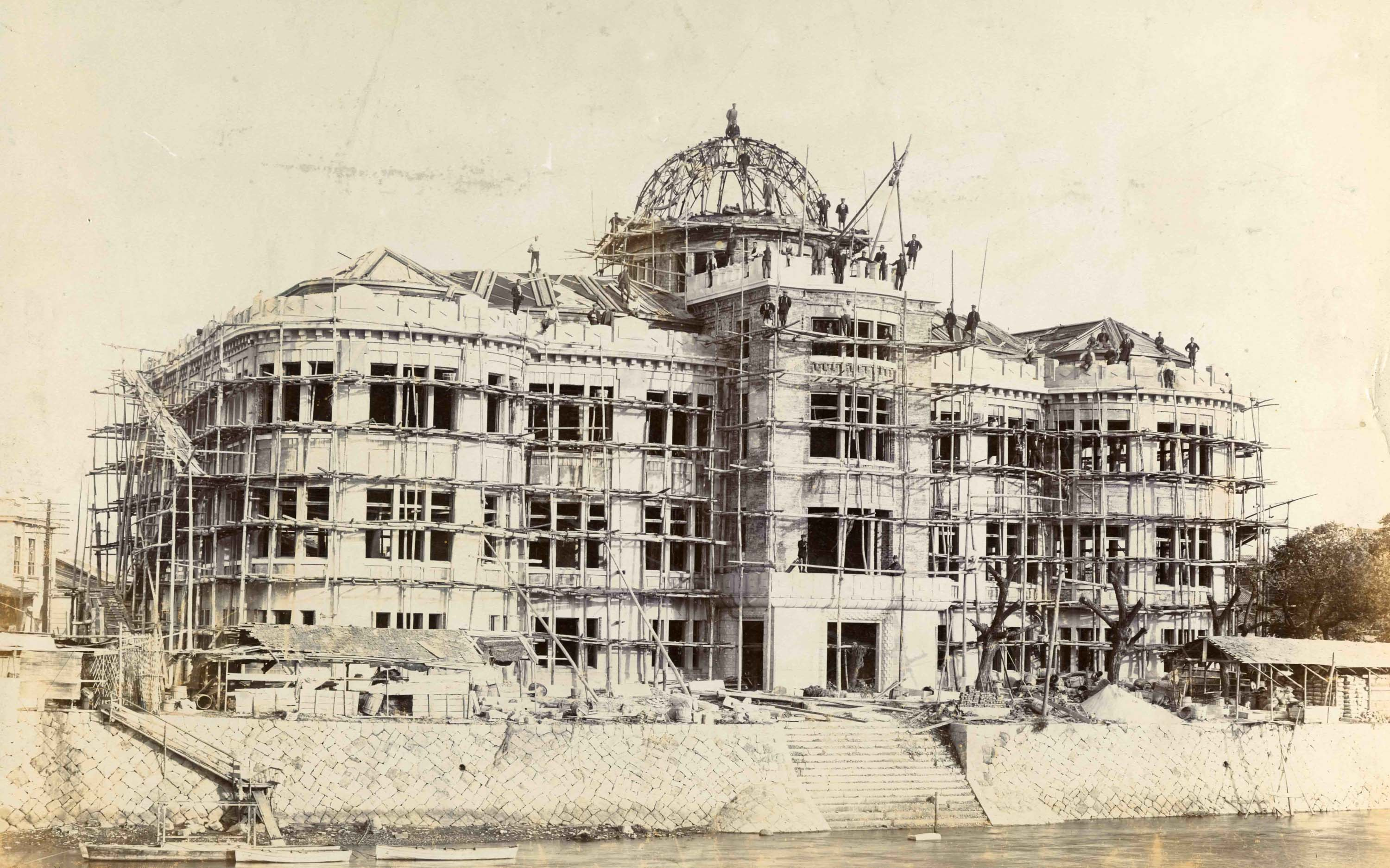
1914年12月建築工事中。原爆ドーム前に残る雁木は、近代に組まれたものが現在まで残されている。

建設地の当時の住所は猿楽町。江戸時代広島城の南西端に位置し、広島藩の年貢米を収めた米蔵があったところである。また江戸時代に舟運で運ばれた米を荷揚げするため、隣接する元安川護岸に雁木が設けられていた。南側の元安橋筋は西国街道にあたる。つまり江戸時代この地は水陸の交通網に恵まれたところであり、周辺は多くの町家が並び賑わっていた。
廃藩置県後、米蔵があった敷地は官有地となった。そのため大きな建物（＝陳列館）が立てやすかった。ただし敷地形状は歪であった。
南側の旧西国街道は国道となった。城は全域が陸軍の敷地となった。周辺は引き続き繁華街となり、近代的な建物が建てられつつあった。1911年起工後土地造成にあたり川辺に道路が新設された。陳列館建設直前である1912年（大正元年）相生通りが整備され広島電鉄本線が通り櫓下停留場（現原爆ドーム前停留場）が開業していた。

### 構造

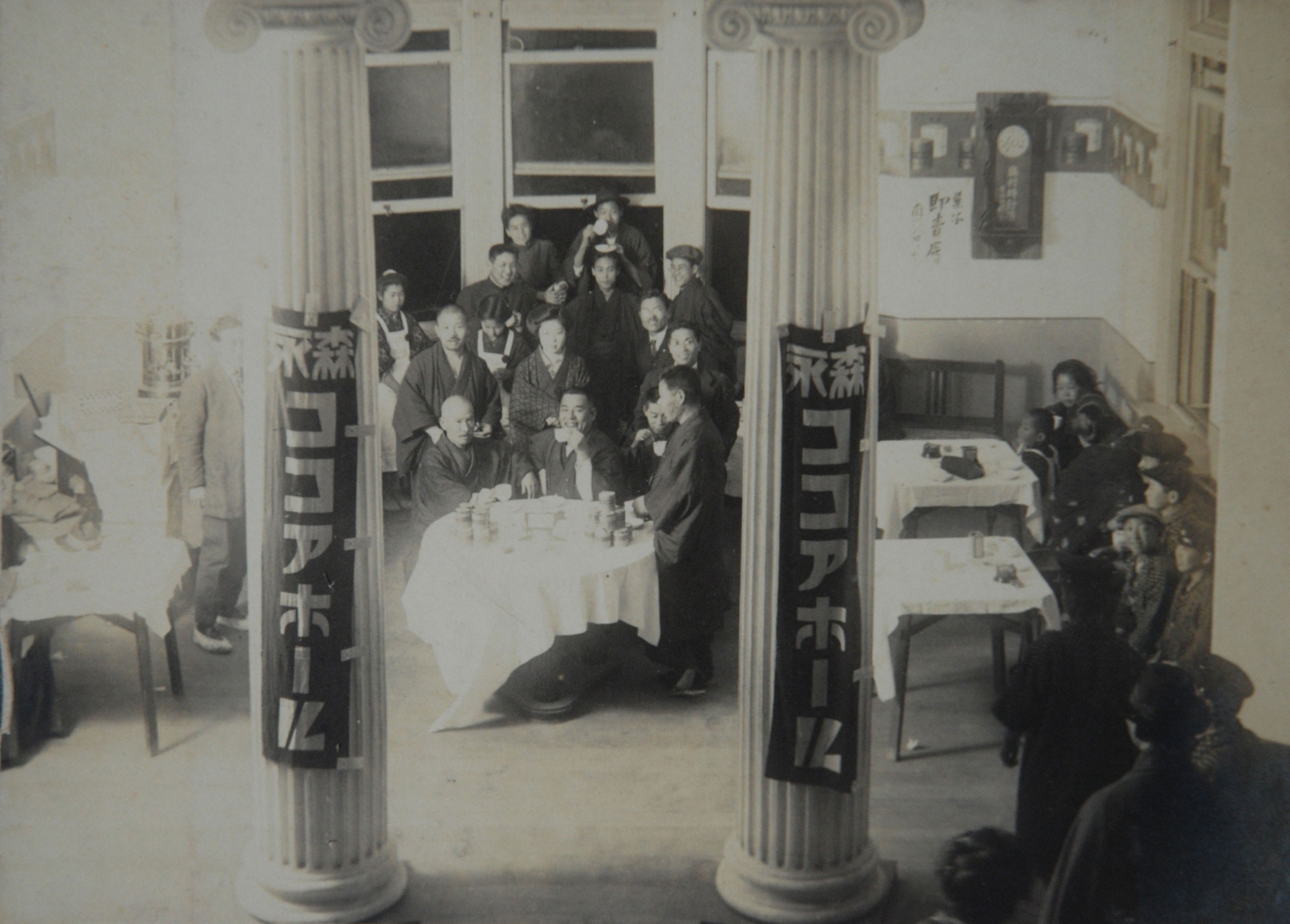
イオニア式円柱。階段室と玄関上部の小部屋の間にあたる。

鉄骨入りレンガ・石造（モルタル仕上げ、あるいはRC造とも）、地上3階（一部5階）地下1階。敷地面積約3,200m2 、建築面積約1,002m2 、高さ約25m 。
建築様式は基本的にネオ・バロック様式で、設計当時モダン様式であったセセッション式の装飾が用いられている（一般に、原爆ドームの建築様式は「セセッション」で統一されている）。
- 設計時点では敷地北側に道路（現在の相生通りの1本南側の道）があったが、ファサードは南西側の元安川に向けられている[11][20]。この決定経緯、レツルに裁量権があったのか、など詳細なことはわかっていない[20]。レツルはプラハで川にファサードを向けた建物を見ていたため設計に反映したとされる[11][20]。

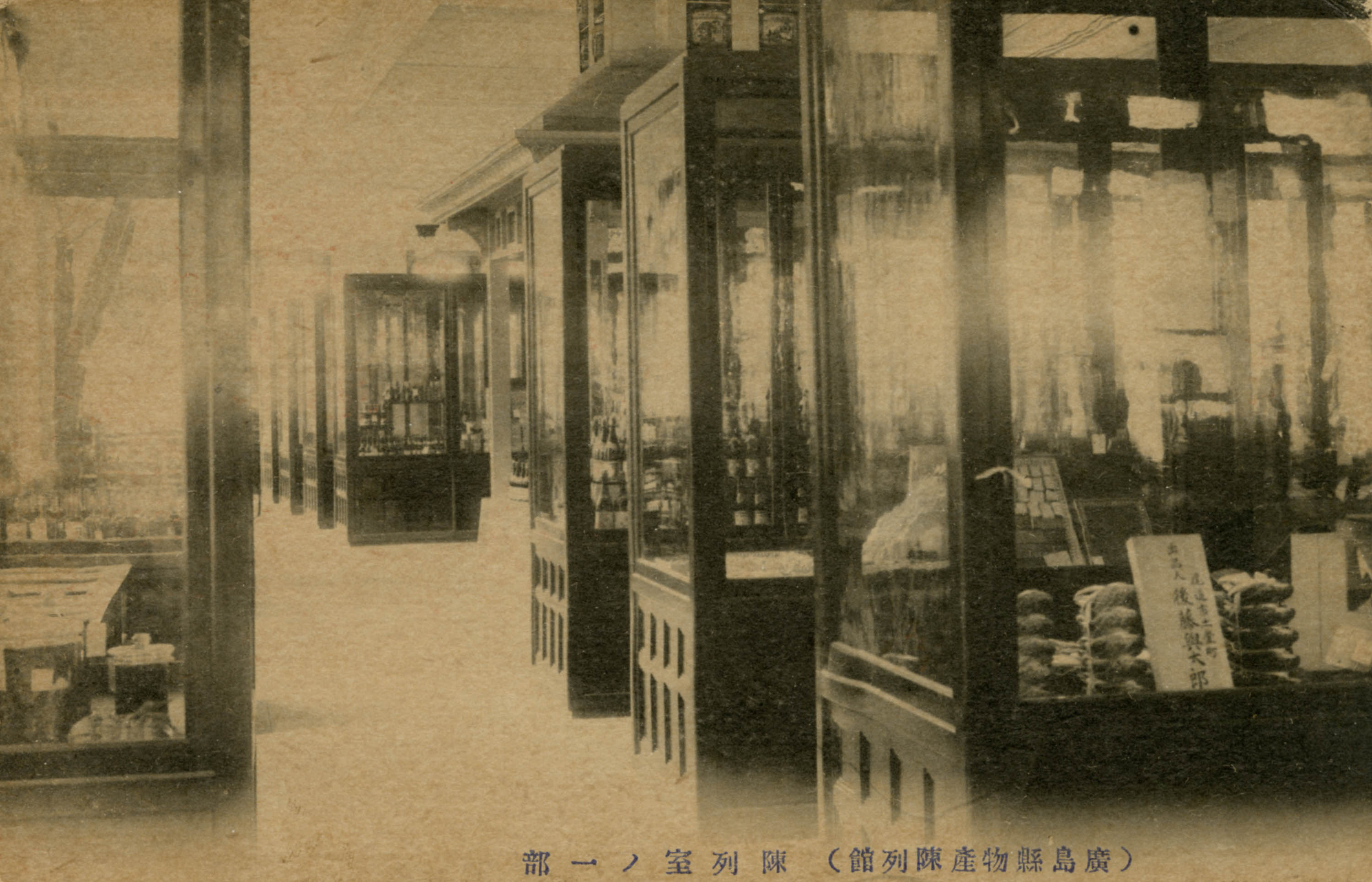
陳列室
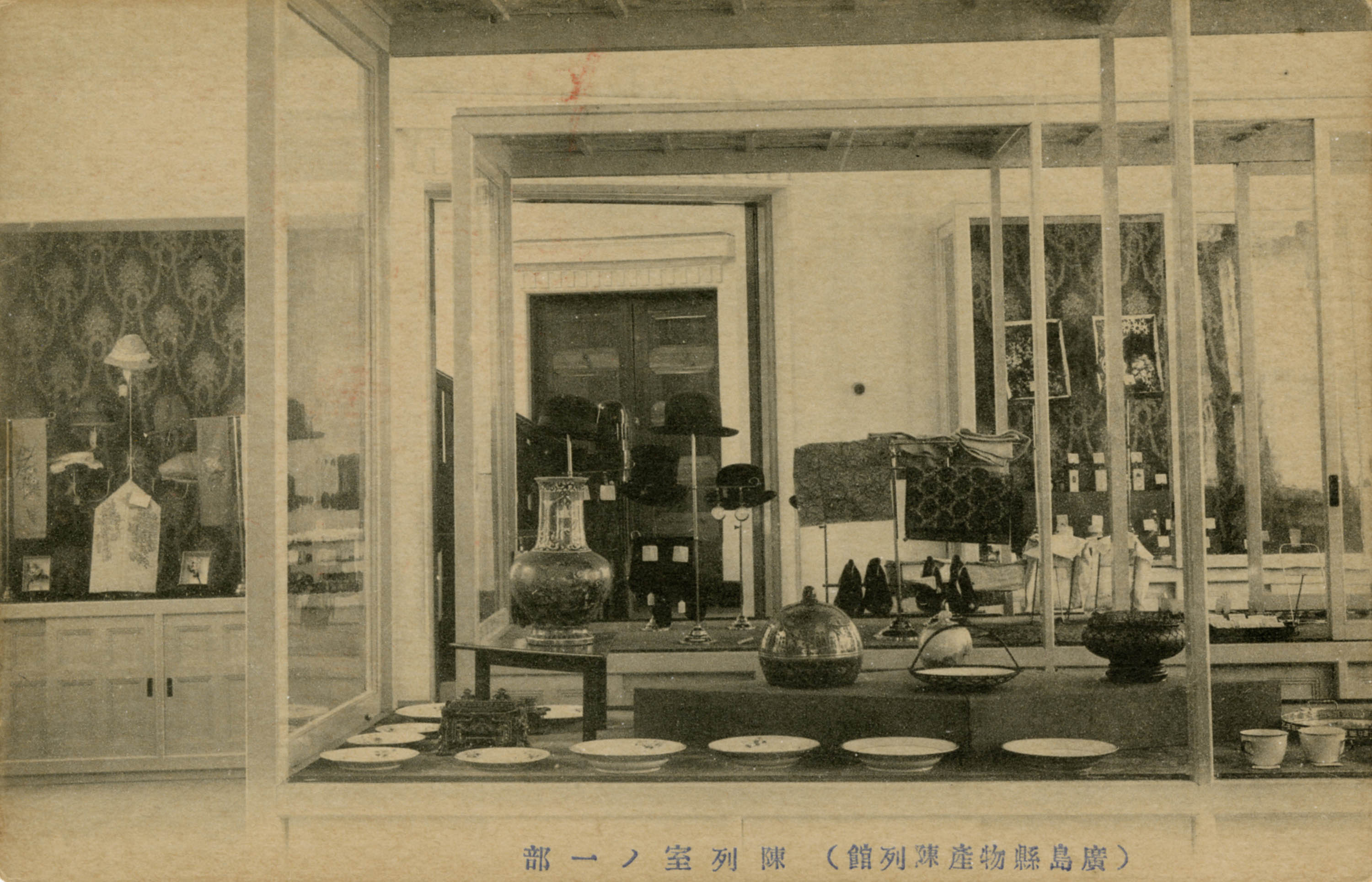
陳列室
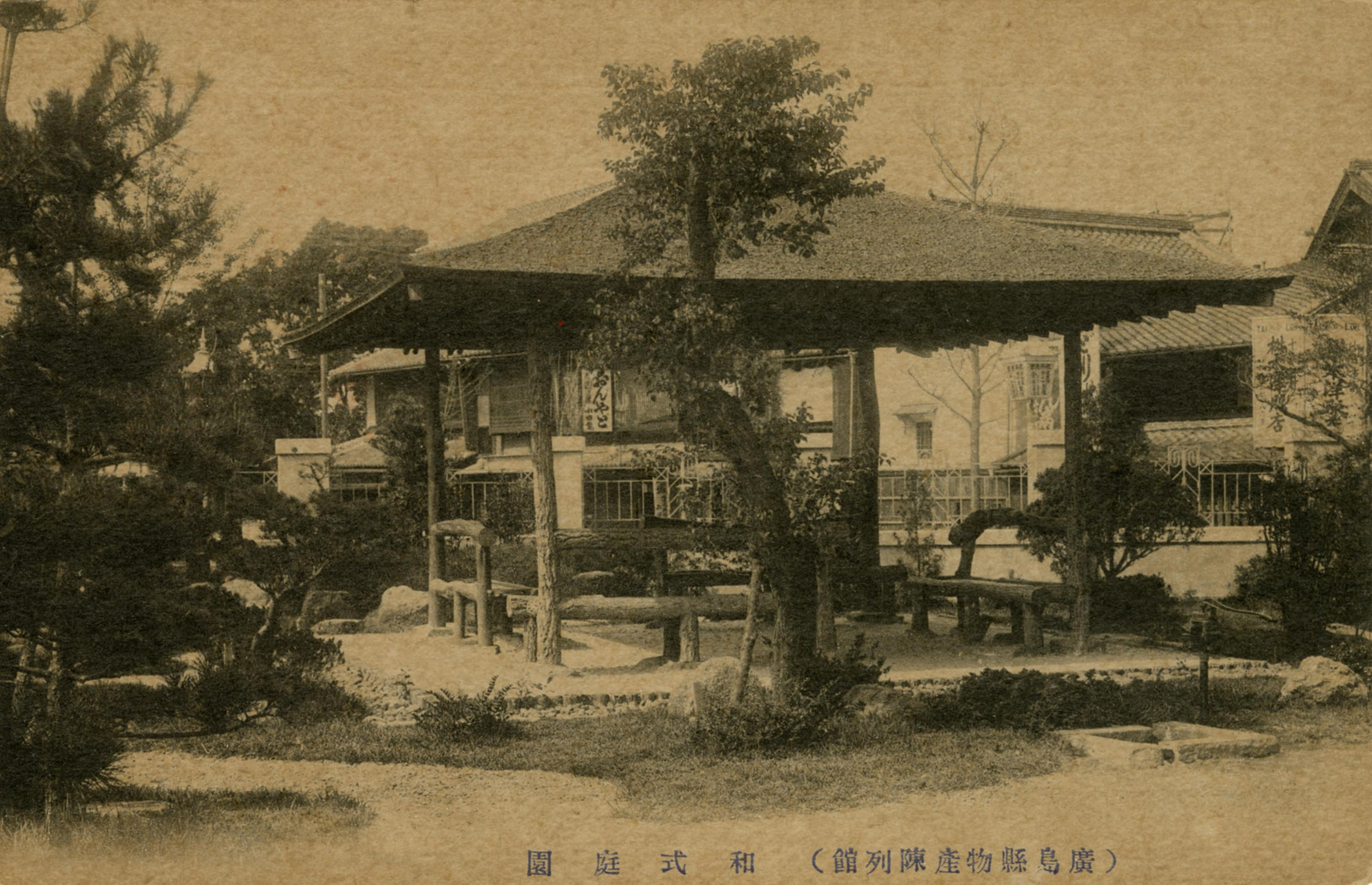
平面で見ると、躯体は川に沿って緩やかに円弧を描き、川の反対側は絞られ全体で台形のようになっており、中央は中庭（光庭）になる[11][33]。中央ドーム屋根を基準に左右対称[33]。これは19世紀初頭の新古典主義の時代によく見られる形式になる[33]。
- 他の3面に比べて正面は特に緻密なデザイン処理がされており、曲面の壁面と凹凸により大きくうねりを繰り返す[28][31][33][34]。
- 1階と2・3階は視覚的に区分されている[34]。これは古典主義の伝統に倣った三層構成（基礎部/躯体部/屋根部）の手法が潜在的に用いられたと考えられている[34]。ただコーニスなどがなく水平線が強調されていないことから、古典様式から少し離れている[34]。
- 屋根はドーム部分が銅板葺で、その他はスレート葺[1][31]。銅板は当初赤銅色だったがのちに錆びて緑青になった（絵葉書ではスレート葺も赤あるいは緑で着色されている）。屋根は勾配屋根[35]。特に変化のある前面側は湾曲を沿うように多角錐形で、四隅のウイングの頂部は円錐状に張られている[35]。
- 中央のドームは正円ではなく楕円（卵状）である[11][28][31]。これはバロック様式の要素にあたる[23]。この下に3階分のらせん階段があり、その下が円形ホールになる[31][33]。
- 玄関部は塔屋状にして強調されており、1階の入り口は石造の装飾が施されている[35]。玄関から外門まで石畳の車回しがあった[36]。頂部にバルコニーがあり、飾りのついた石造の手すりで囲んであった[37]。
- 内部は木造[31]。床・階段は木造であった（被爆により内部がすべて焼失したとされる[36]）。内壁に漆喰が施されていた[36]。
- 玄関ホールから階段室に入るとき「靴を脱いだ」という証言が多く残っている[36]。
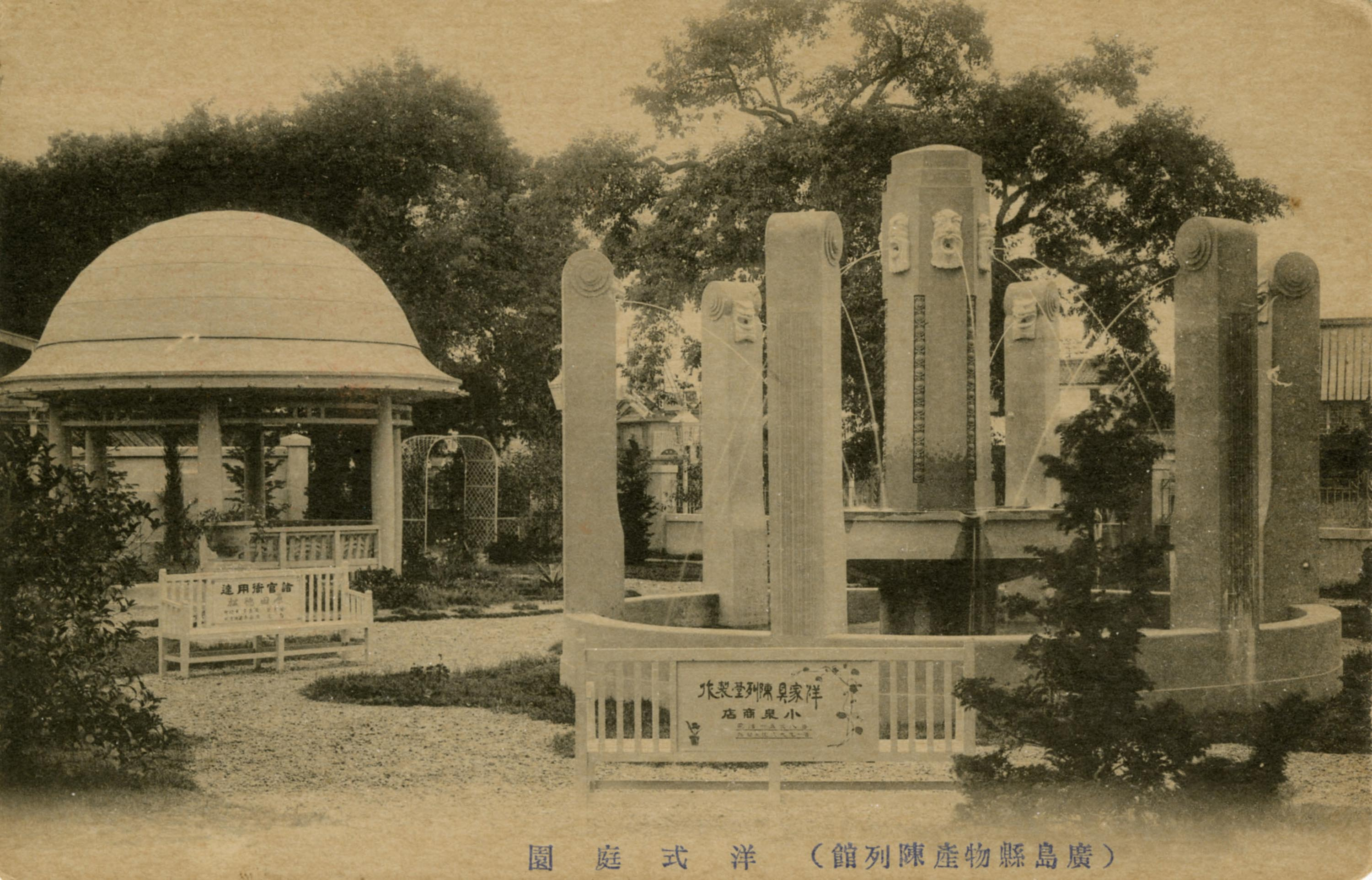
四阿をもつ和風庭園や噴水池をもつ洋風庭園もあった[1]。

当時、中国地方最大のレンガ建築であった。施工は全体が椋田組（現ムクダ）。鉄骨と銅板葺の製作が平尾工業部。レンガの製作は複数の会社（讃岐煉瓦など）。
- 陳列室
- 陳列室
- 和式庭園
- 洋式庭園

## 用途
基本的に広島県内で生産された物産の陳列会場であったが、美術展や博覧会・各種催し物の会場となるなど中四国地方における文化活動の中心的役割として用いられた。また、特産品の品質向上のための方策や、取引や流通の助言について相談する場も設けられていた。さらに、広島産業奨励館では即売も行われていた。

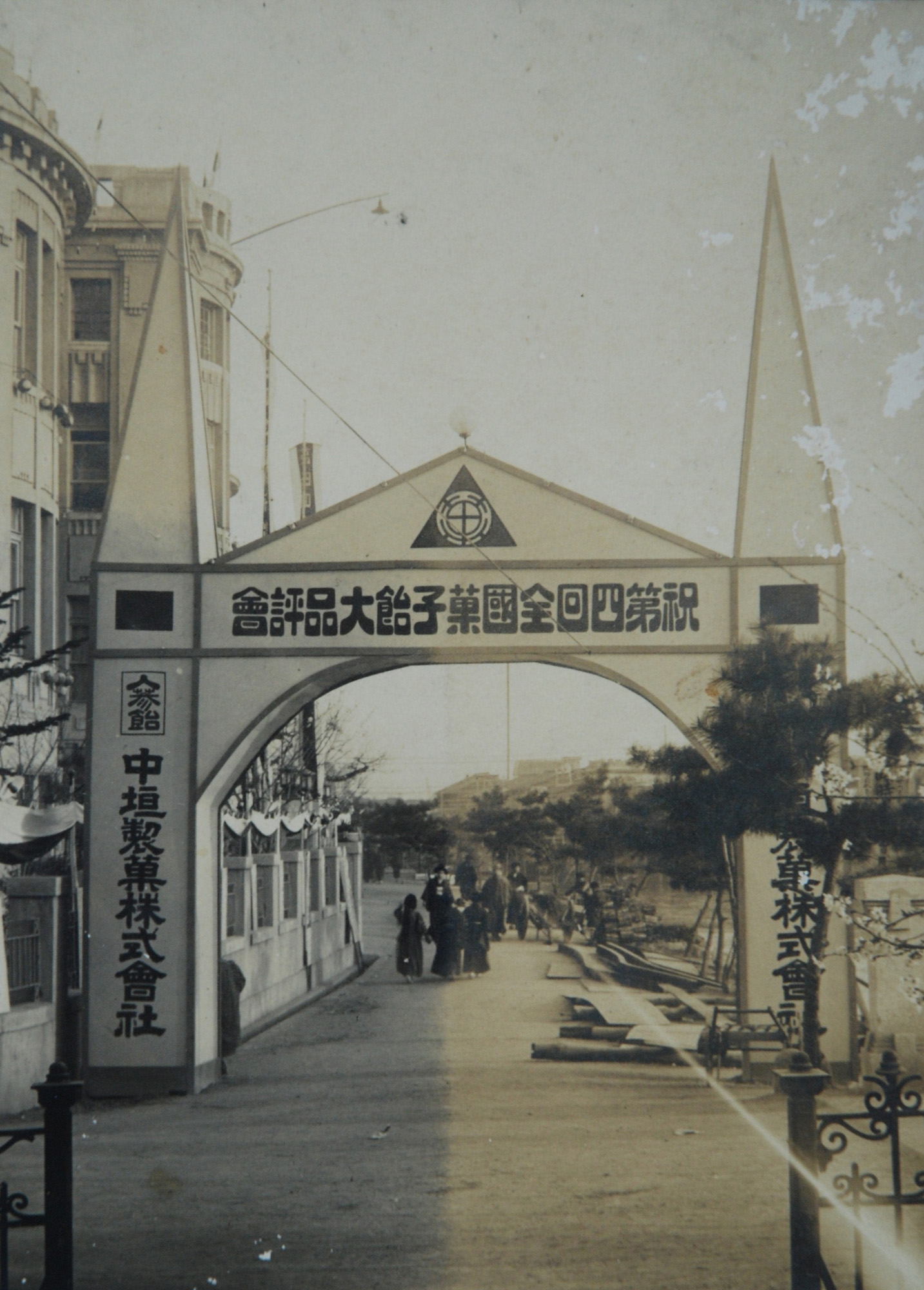
1921年（大正10年）第4回全国菓子飴大品評会
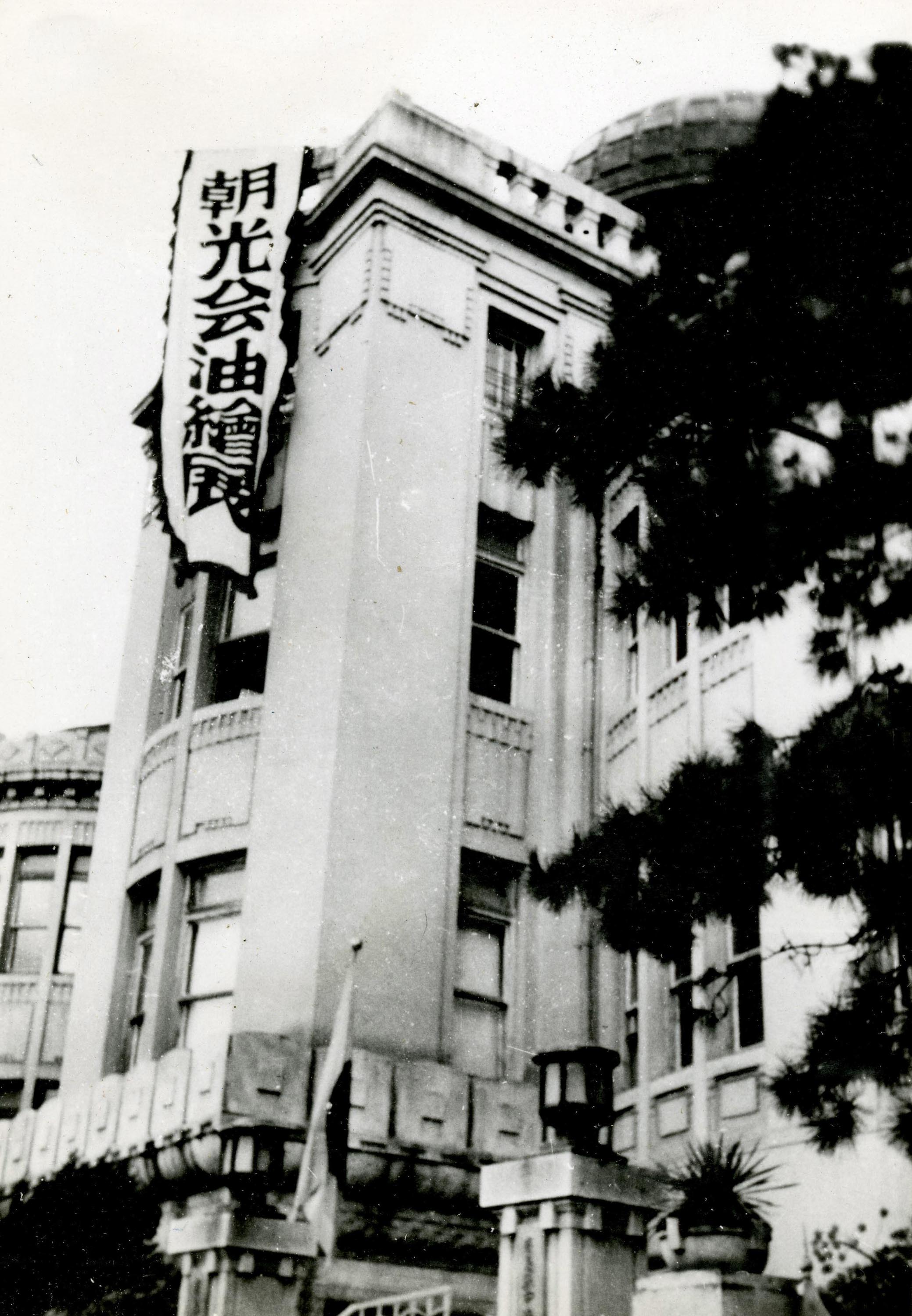
昭和初期に行われた朝光会油絵展

ここができる前まで市内では、明治期に開設された「広島県博物館」か旧広島藩主浅野氏の私立美術館である「観古館」が博物・美術展示施設として用いられていたが、大正期以降はここと広島高等師範学校「永懐閣」が用いられるようになった。開館翌年となる1916年（大正5年）広島県美術協会が設立されると、県美術展覧会の会場として毎年用いられた。広島市主催の博覧会・共進会では第2会場として用いられていた。1930年代ぐらいまで比較的自由な雰囲気の下で数々の展示会が行われていたという。広島平和資料館学芸課の菊楽忍がまとめた「広島県物産陳列館年表」によると、展覧会・品評会・展示即売会と名のつく催しだけで、30年間に180回ほど（6回/1年）開催されていた。
そして建物の特徴から広島の名所の一つとなり、名所案内の絵葉書が数多く作られた。当時近所に住んでいた人物によると、1階で映画が上映されていた、広い庭園でビー玉やメンコ遊び、元安川で泳いだ後建物の塀に上がって涼んでいた、という。
1934年（昭和9年）には中国東北部の大連、新京、ハルビンに産業奨励館の出張所が設けられ、その後も、奉天、天津、上海、神戸にも事務所が拡げられた。昭和初期のこの時期が、産業奨励館の最盛期であった。

### 主なイベント
広島県物産共進会
大正天皇即位と陳列館竣工を祝って、落成式のあった1915年（大正4年）4月5日から同年5月14日まで開催された。展示物は広島県内の特産が中心だった。同年4月12日には県職員による審査が行われ、1等賞から4等賞が表彰された。以下審査品目数を示す。
| - 農業部 : 729（1等16） - 林業部 : 108（1等4） - 水産部 : 113（1等4） - 食品第一部 : 146（1等6） - 食品第二部 : 109（1等2） | - 工業第一部 : 211（1等8） - 工業第二部 : 167（1等5） - 工業第三部 : 138（1等4） - 特許部 : 17（1等-） |

40日間で78万人が来場している。

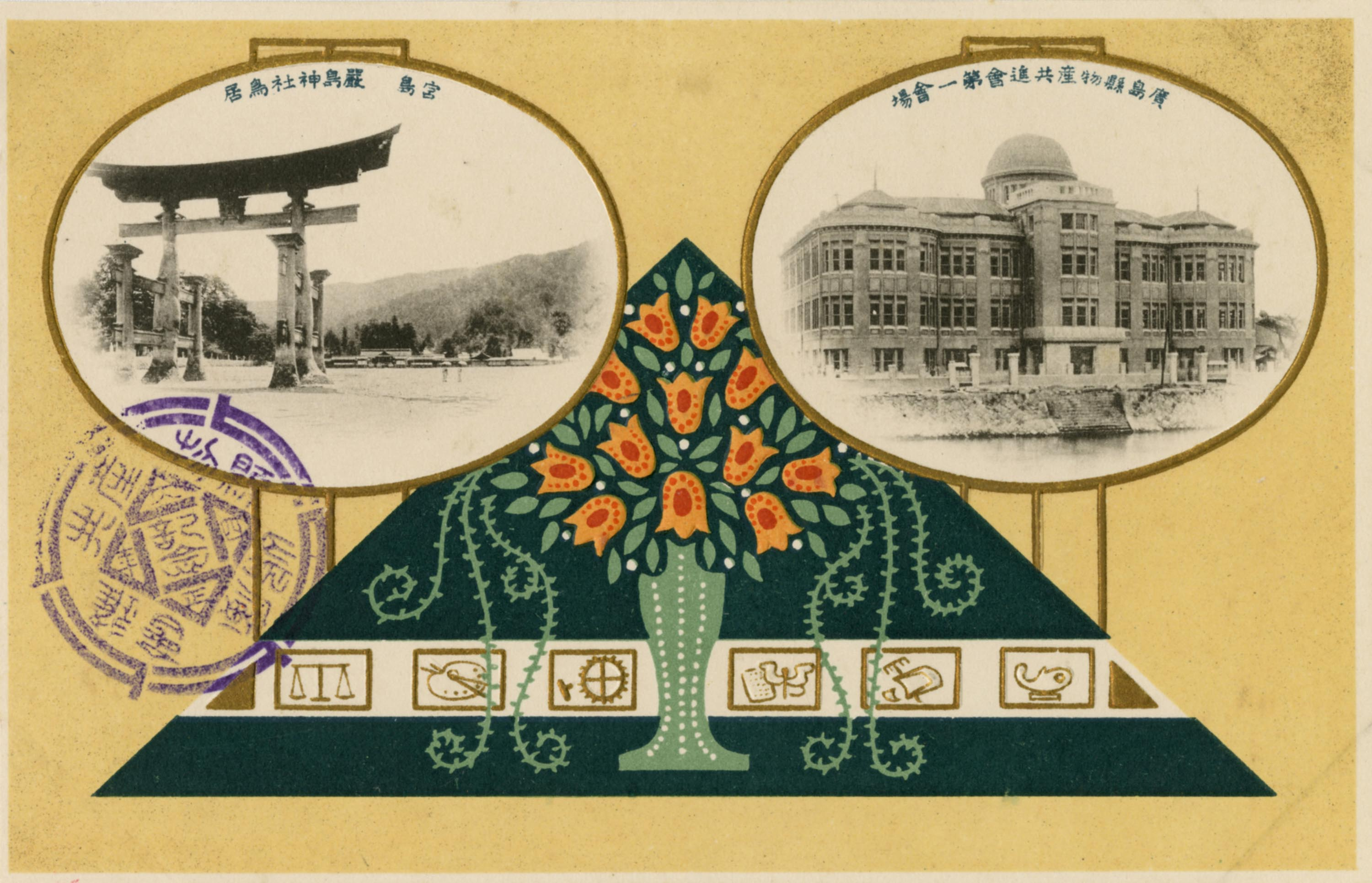
絵葉書
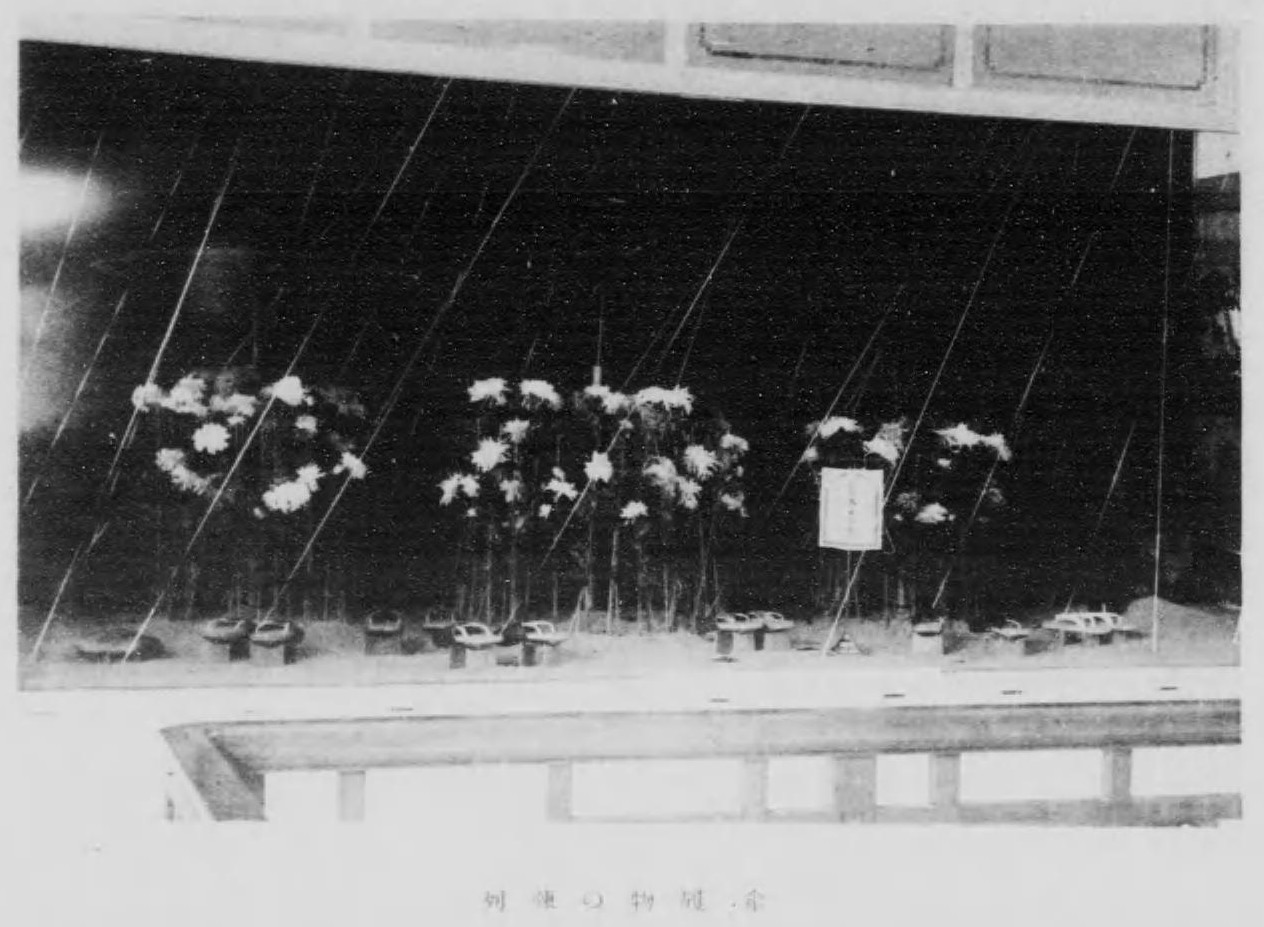
履物
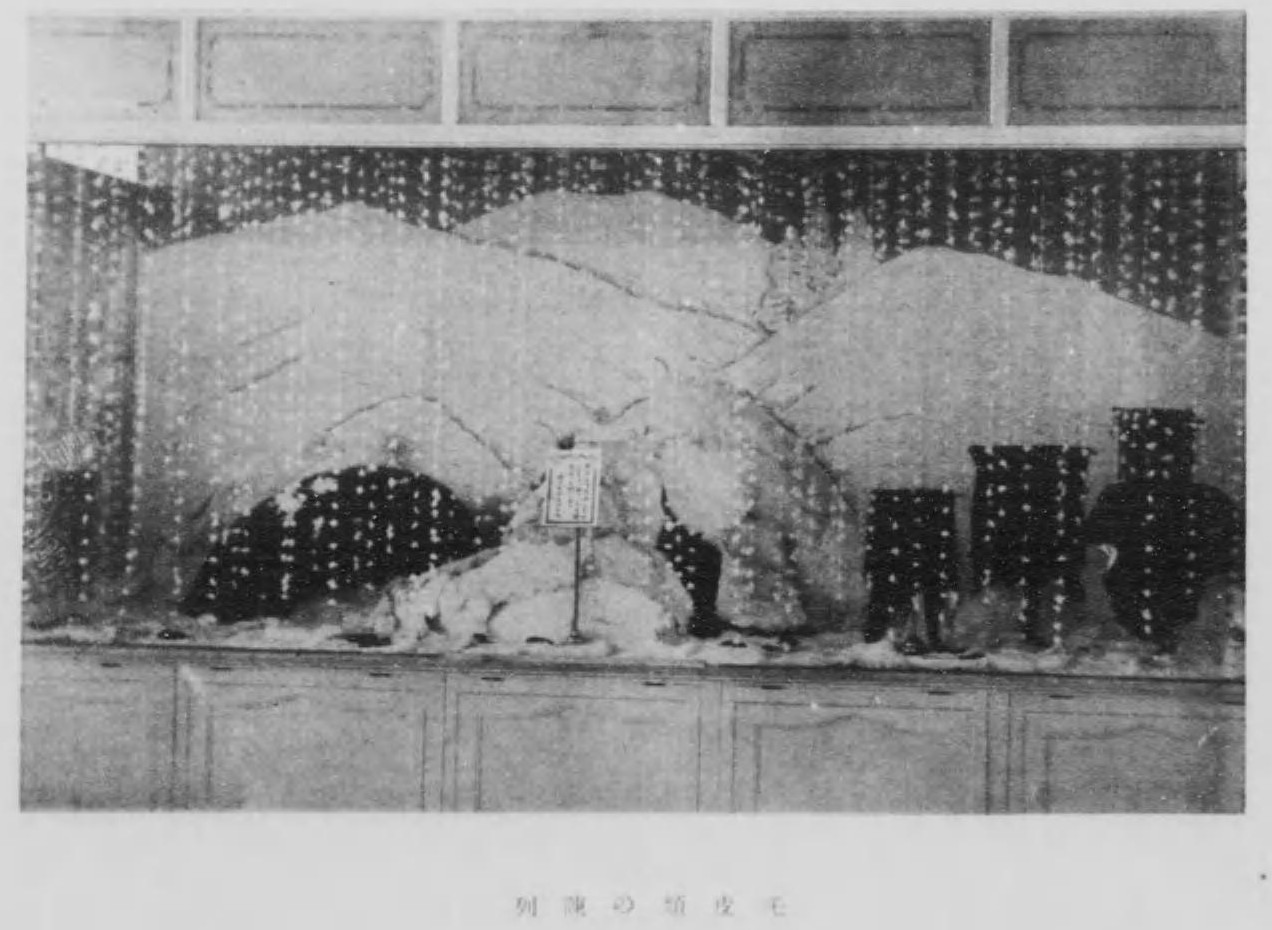
毛皮類
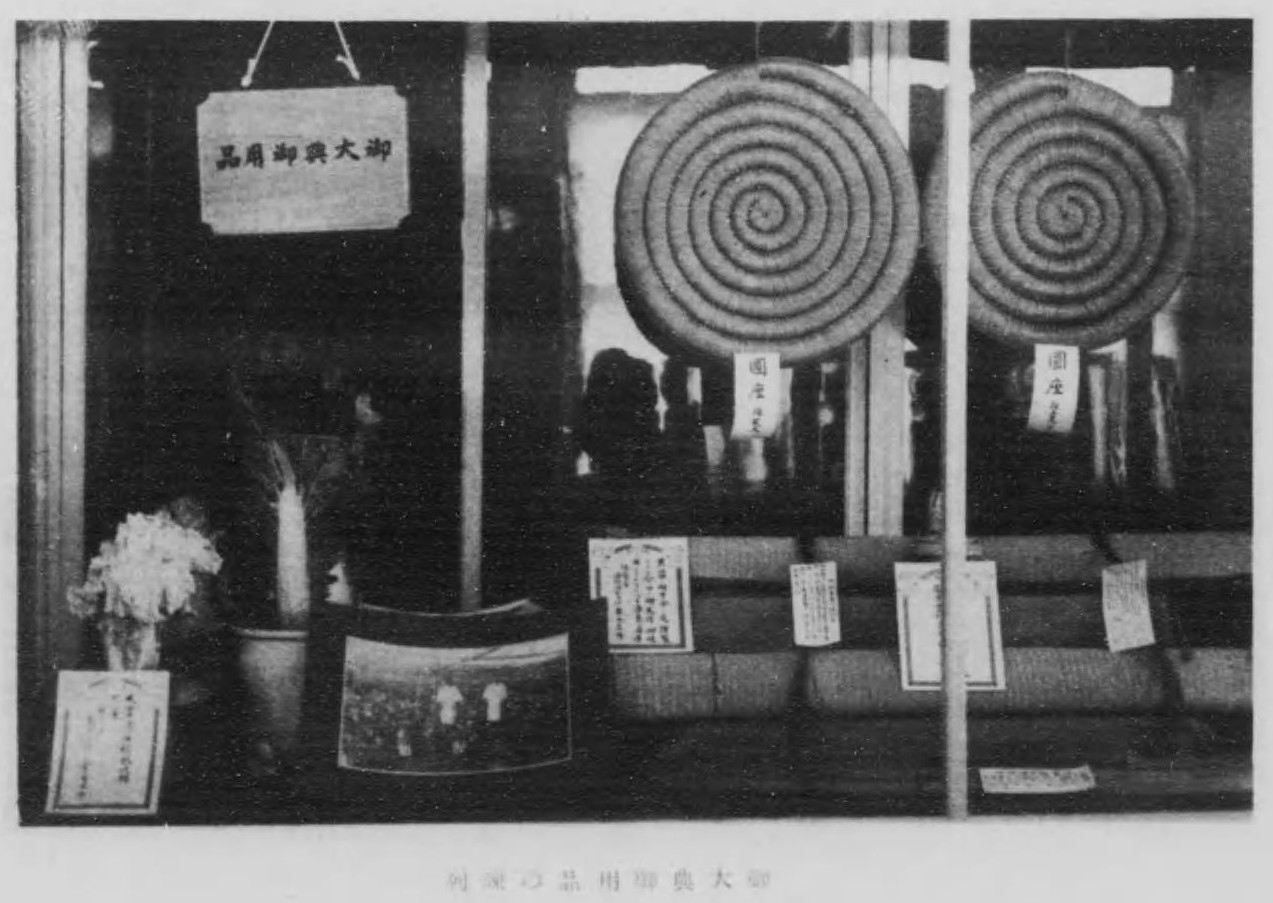
大正天皇御大典御用品

似島独逸俘虜技術工芸品展覧会
第一次大戦時似島俘虜収容所にドイツ人捕虜が収容された。1919年（大正8年）3月4日から13日にかけて、その捕虜が作成した工芸品を並べた展覧会が開催された。主な出品品目は以下の通り。
| - 写真 - 油絵 - 水彩画 - ペン画 - 額縁 - チェス盤 - 軍艦や漁船の模型 - 似島収容所の模型 - 火鉢 - 靴 - 蒸気機関車や蒸気船の模型 - 蹄鉄 - 大砲 - 文鎮 | - 昆虫の標本 - 鳥篭 - 鉱物 - 岩石の標本 - スリッパ - 幾何学のノート - 家の設計図 - マッチ棒によるヴァイオリン・チェロ - 各種革製品 - 各種編み物 - 薬品の調合剤 - 鉄筋コンクリート構造物 - 晴雨自動計測器 |

食堂も設置されていた。ここで日本で初めてとなるカール・ユーハイムによるバウムクーヘンの実演販売が行われた。またヘルマン・ウォルシュケらによるソーセージ販売、レモンケーキも売られていた。
9日間で16万3447人が来場した。連日にわたって地元紙中国新聞が詳細に報道していた。ここから、戦後原爆ドーム保存運動が展開された際に、当初第一次大戦で捕虜になったドイツ人技師が産業奨励館を設計したと流布されていた。

### 戦中
1937年（昭和12年）日中戦争が始まると軍事色が強くなり、この建物も国家統制色が強くなった。日満貿易の特別展なども開かれた。1941年（昭和16年）太平洋戦争が始まった後もここで展示会が行われていたが、国民の士気を鼓舞する目的で用いられた。最後の展示会は1943年（昭和18年）3月「聖戦美術傑作展」で藤田嗣治や宮本三郎らによる戦争画が展示された。
戦局が苦しくなったため戦時要請に伴い展示は徐々に縮小され、1944年（昭和19年）3月31日、産業奨励館としての業務は停止した。1943年（昭和18年）11月行政改革により、内務省の神戸土木出張所・下関土木出張所・大阪土木出張所の一部を統合して内務省中国四国土木出張所が3階全部と1階の一部に入居した。ほか広島県地方木材・日本木材広島支社など統制会社も入居していた。

## ギャラリー

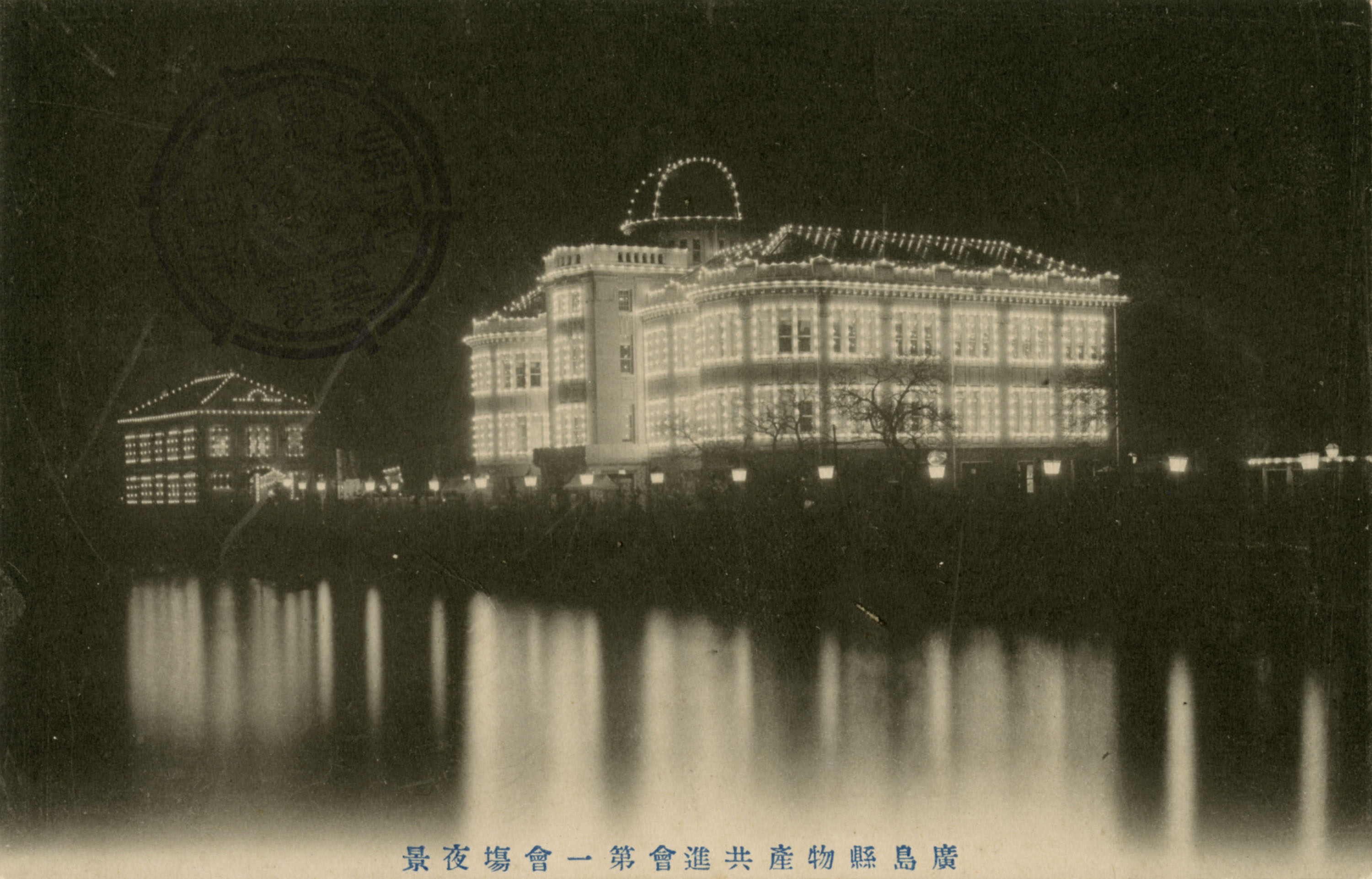
1915年
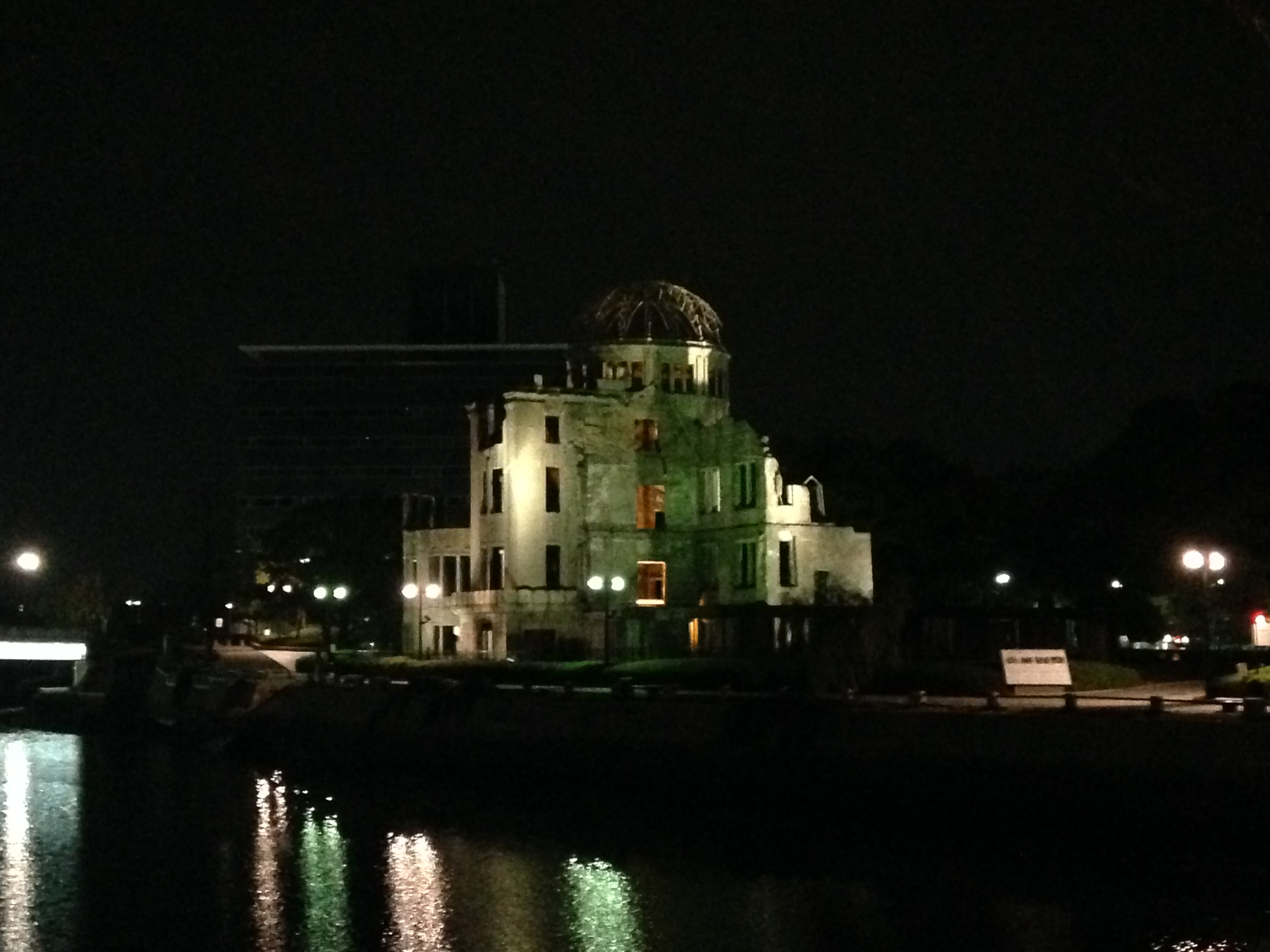
2013年

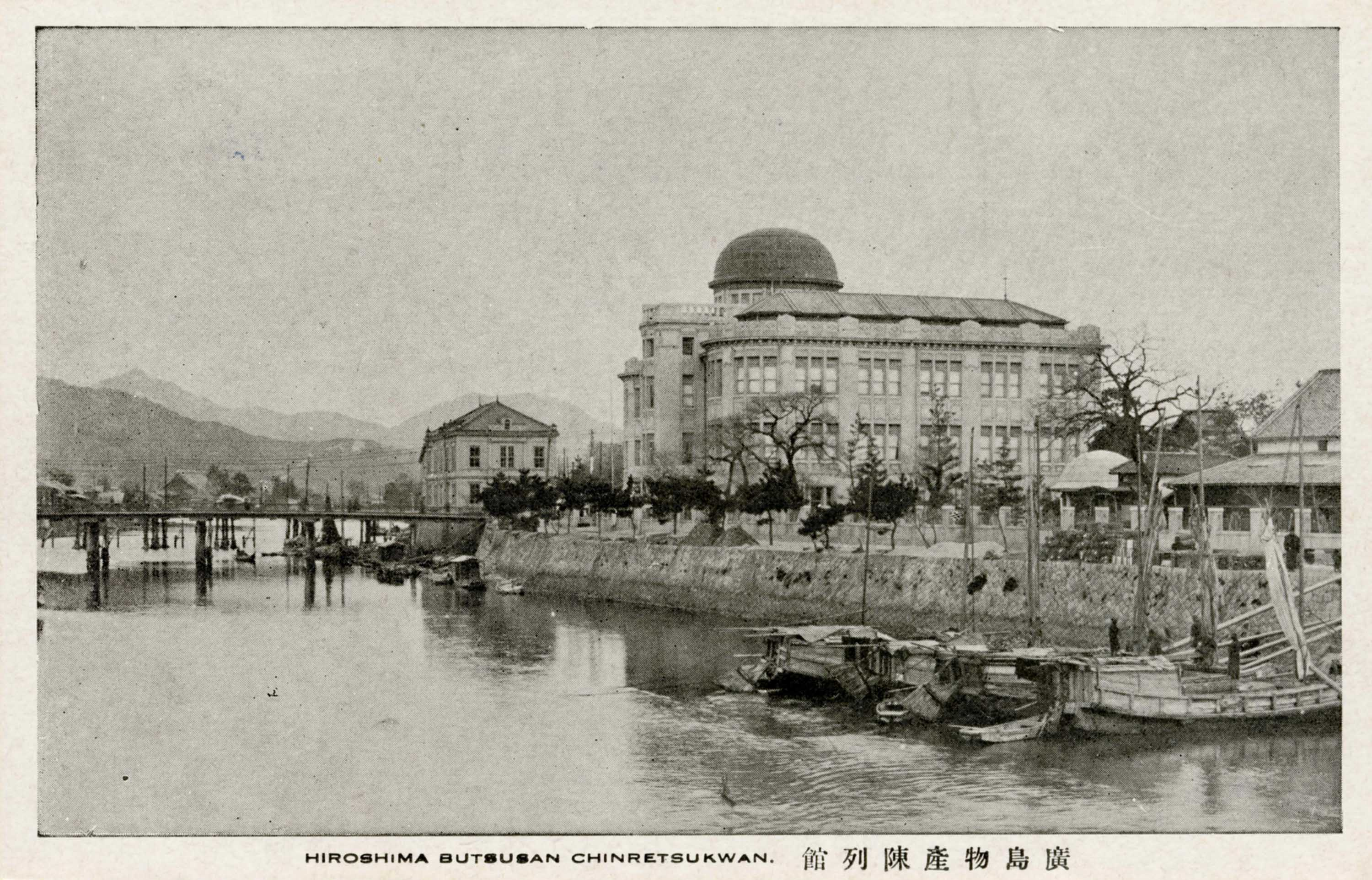
昭和初期
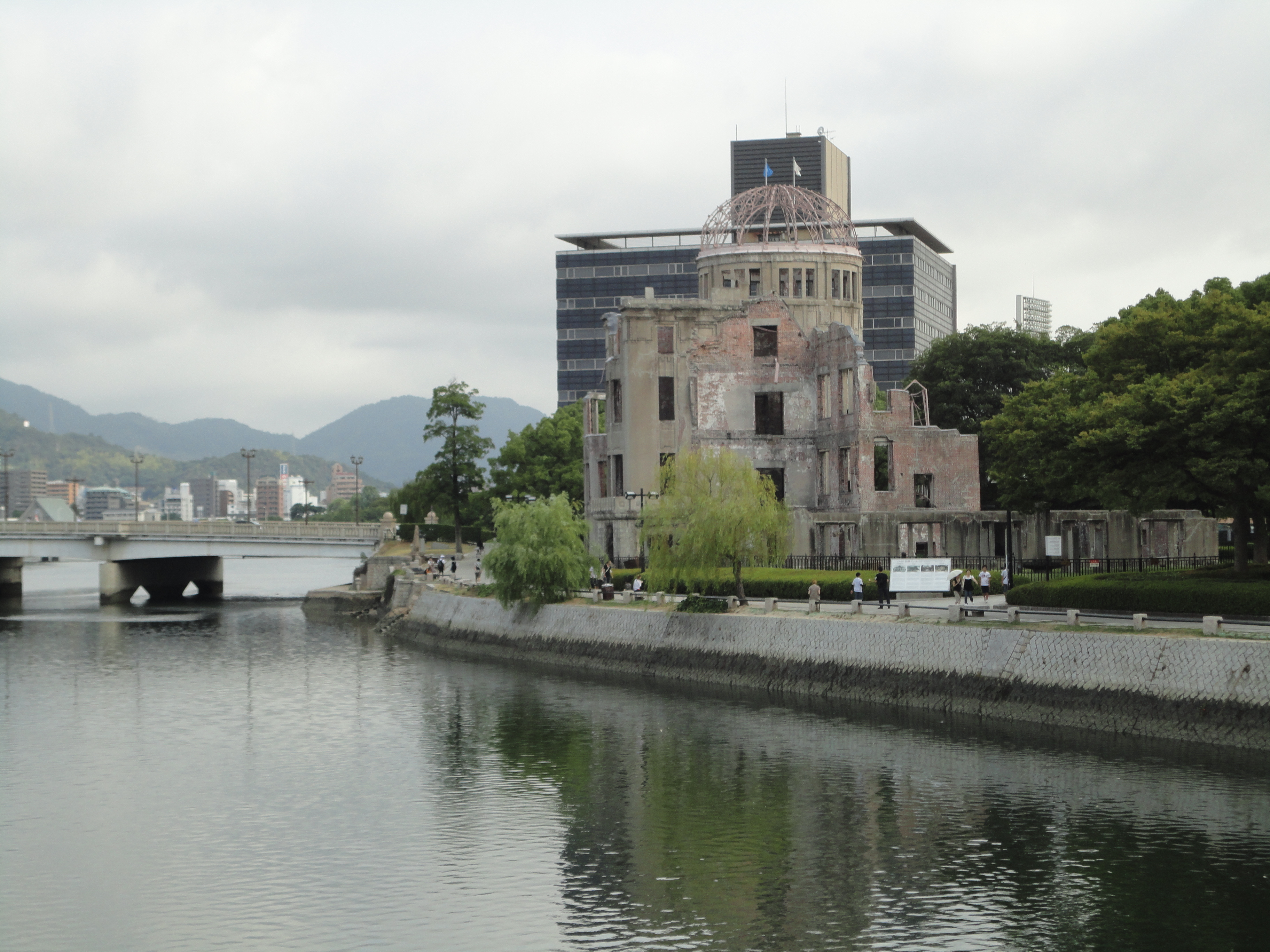
2011年

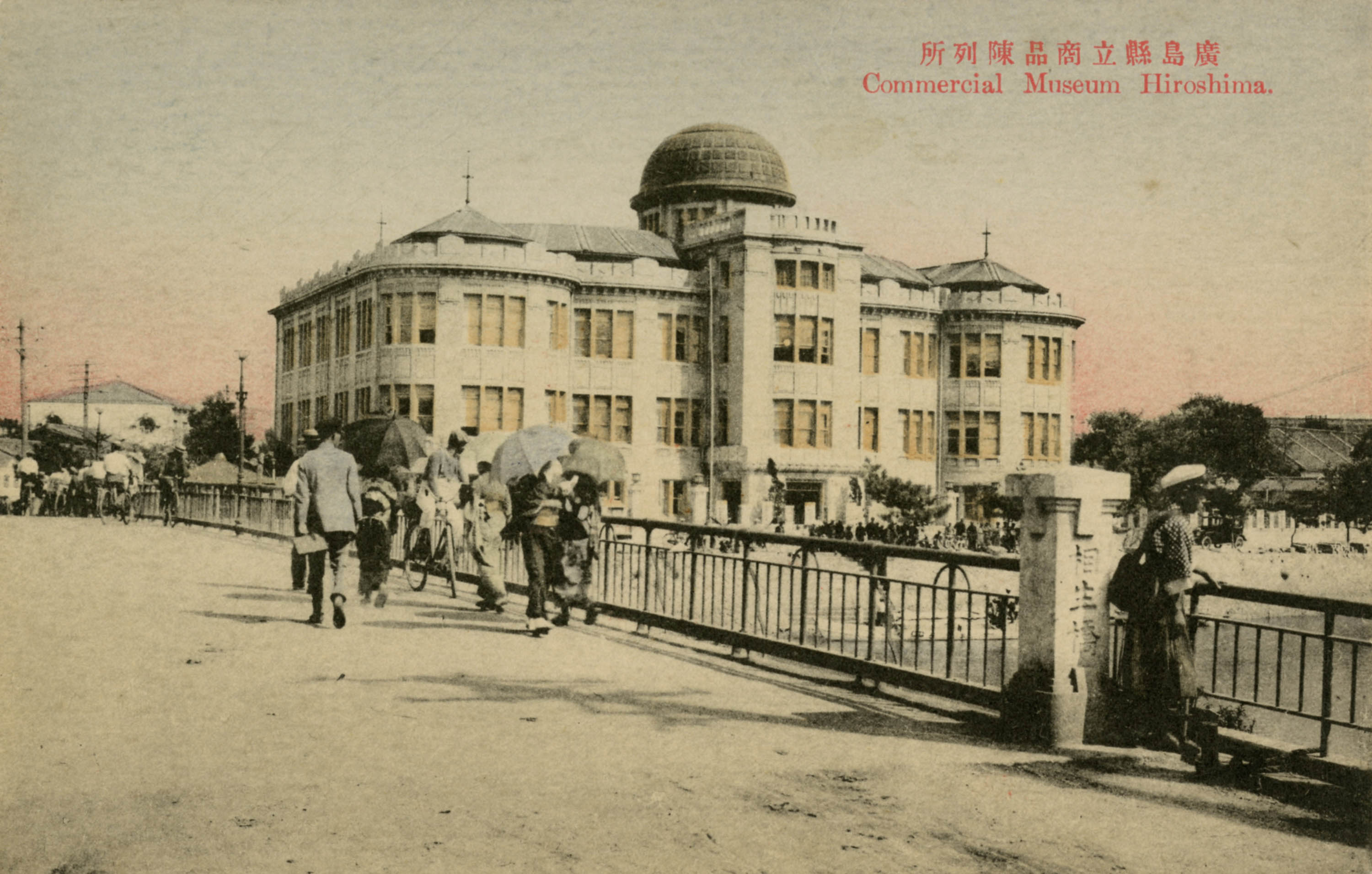
大正時代。初代の相生橋から。
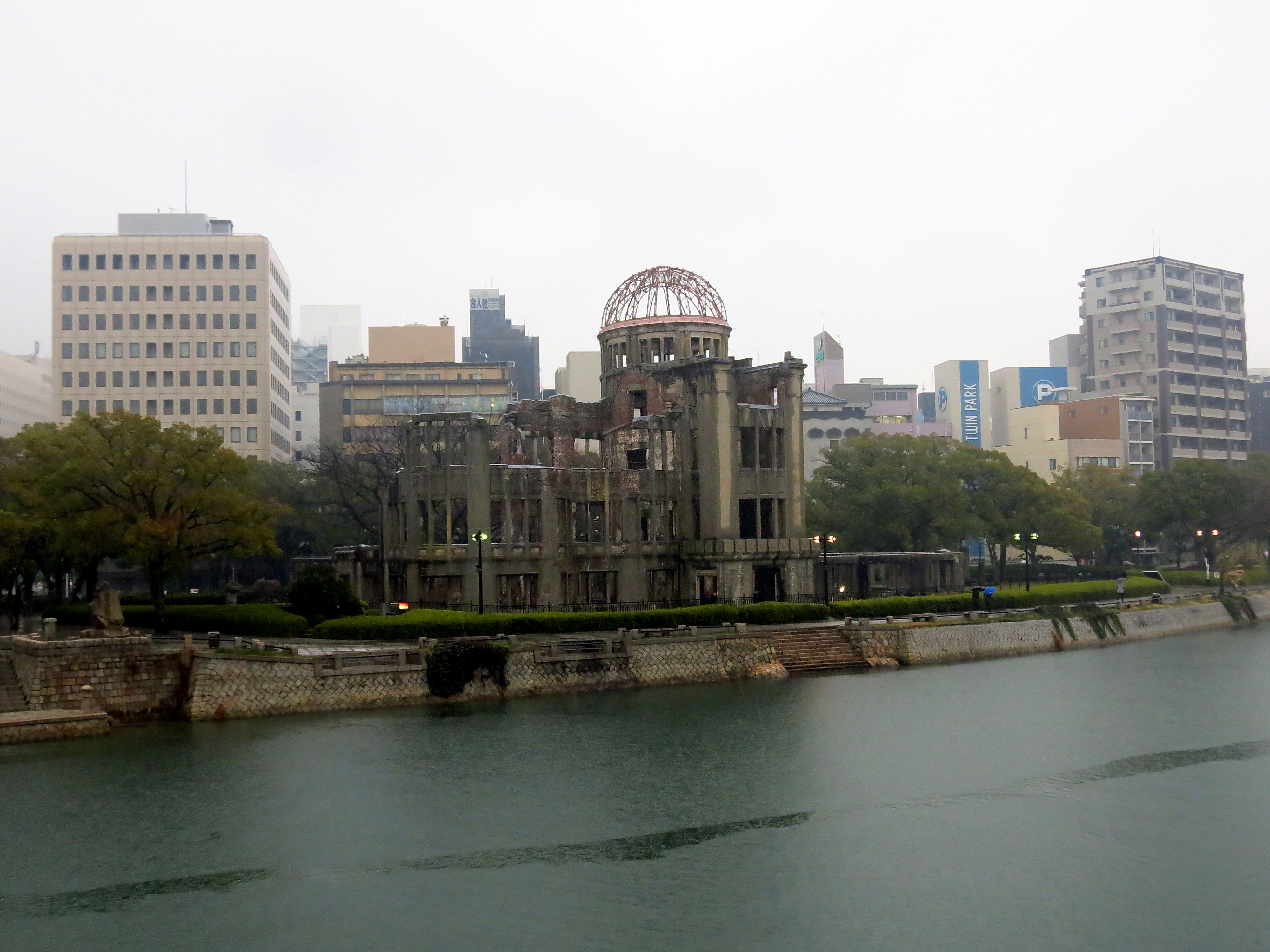
2014年。左に見えるのが初代の相生橋の橋台。

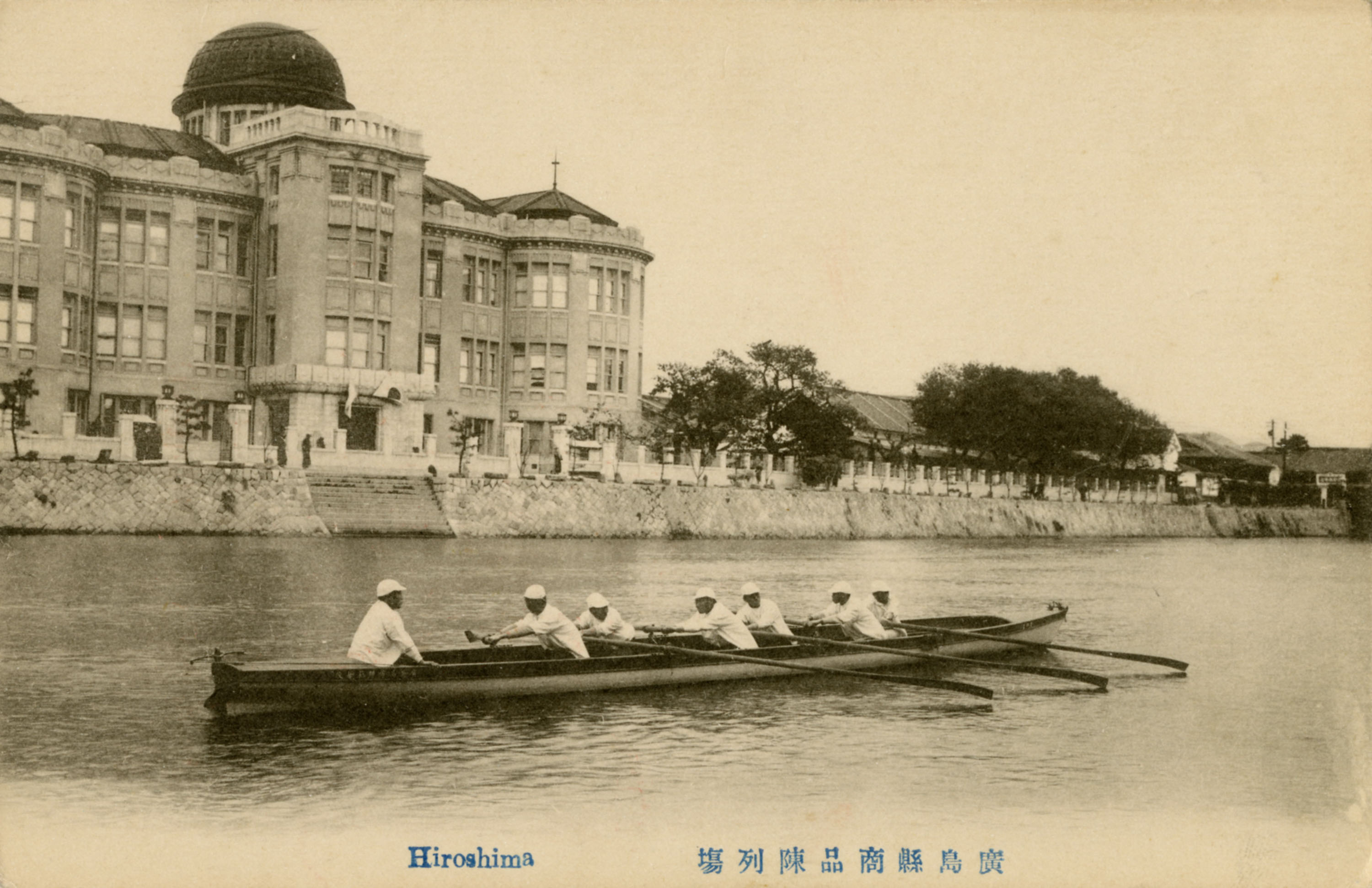
大正時代
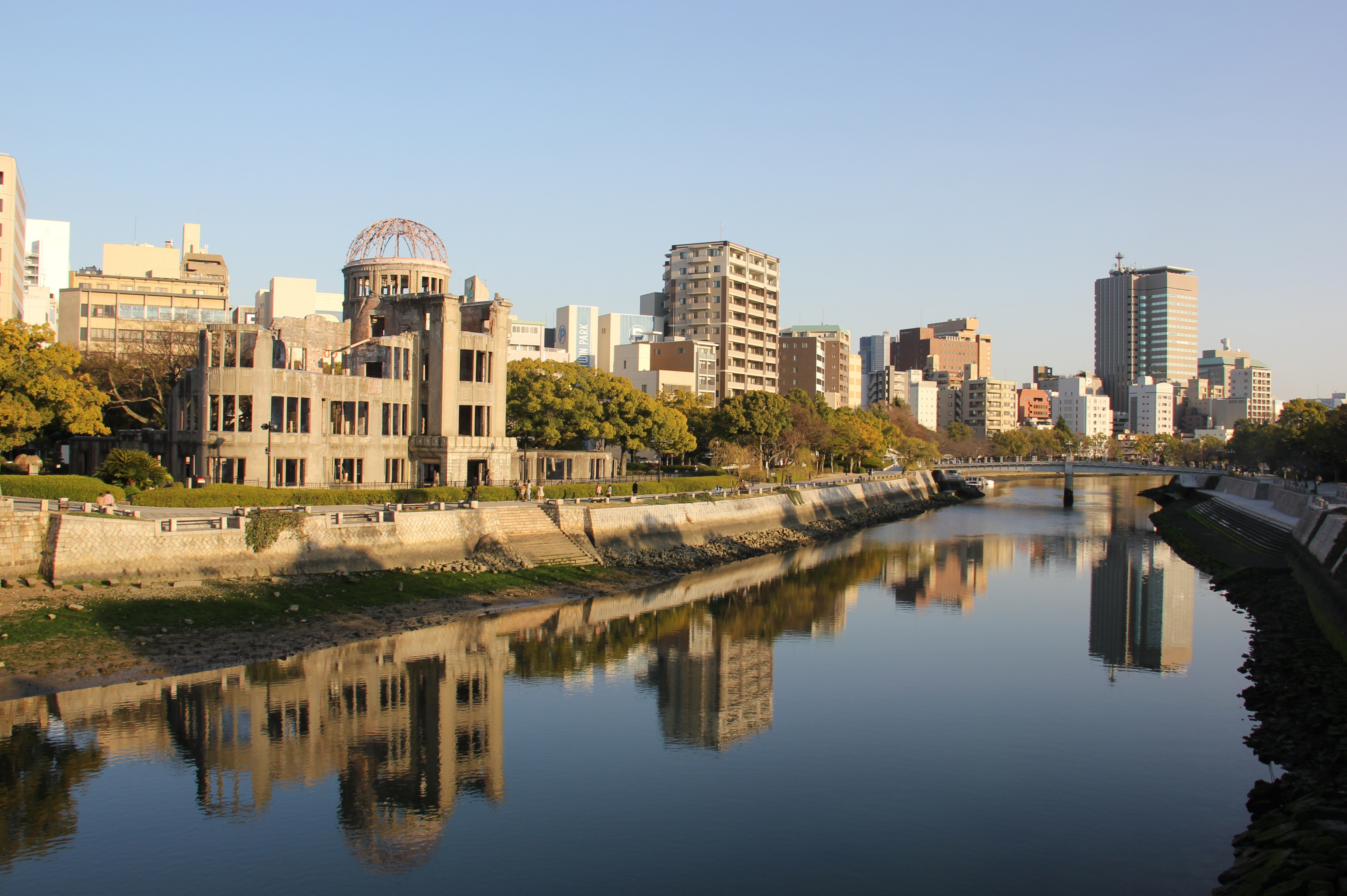
2013年

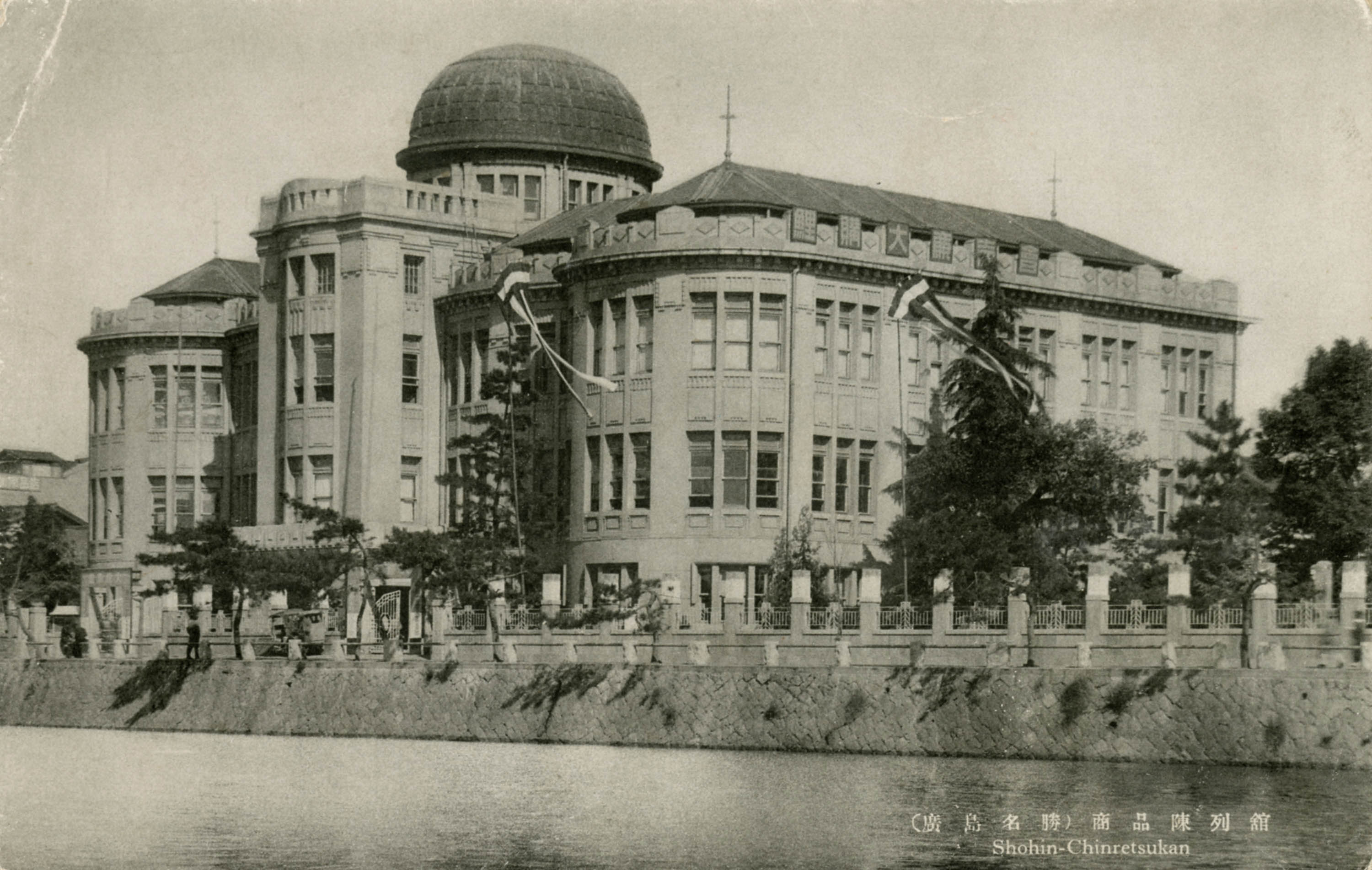
昭和初期
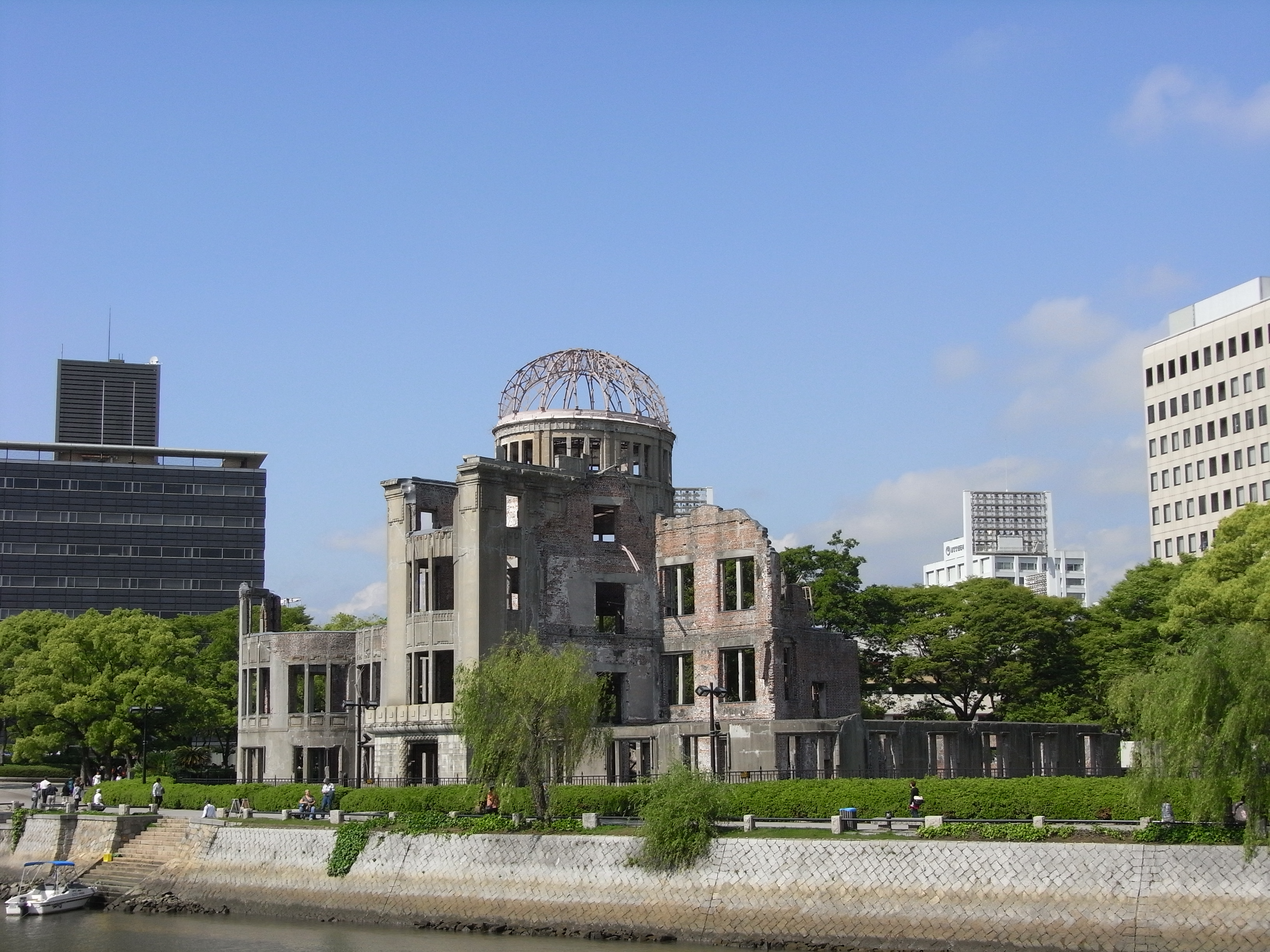
2008年

- 1915年
- 2013年

- 昭和初期
- 2011年